# Fantasio (pièce de théâtre)
Pour les articles homonymes, voir Fantasio.
Fantasio est une comédie en deux actes d'Alfred de Musset publiée en 1833 mais représentée seulement en 1866 après la mort de l'auteur.

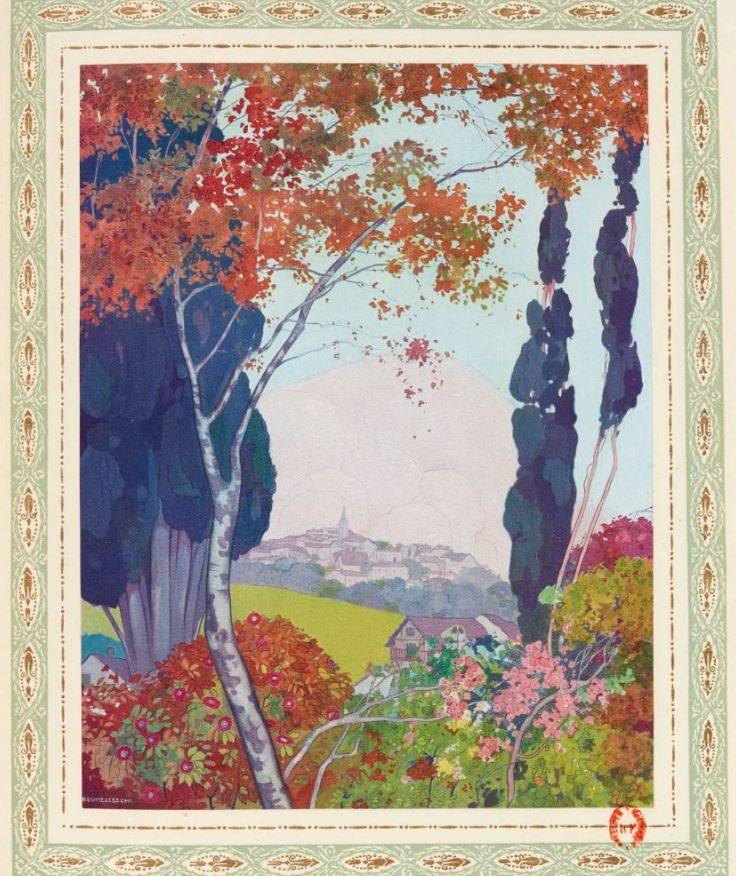
Umberto Brunelleschi, illustration pour Fantasio d'Alfred de Musset in édition 1913 (BNF/Gallica)

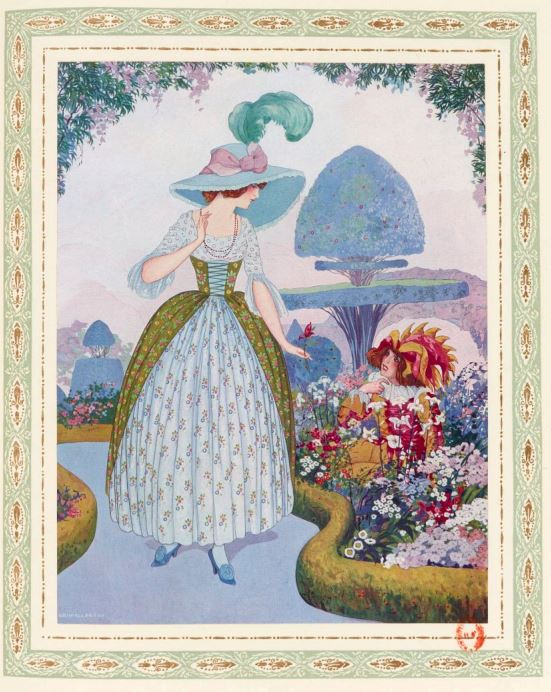
Umberto Brunelleschi, autre illustration pour Fantasio d'Alfred de Musset in édition 1913 (BNF/Gallica)

## Argument
Fantasio est cynique, blasé, révolté. Il a « le mois de mai sur les joues, le mois de janvier dans le cœur ». Bref, il s'ennuie, malgré sa jeunesse. Dans cette Allemagne mi-bourgeoise, mi-féodale et romantique où il vit, son ami Spark, solide gaillard qui sait composer avec la médiocrité de la société, tente en vain de le ramener au « normal ». Mais ce que Fantasio cherche au plus profond de lui, c'est une grande pensée, une grande action à accomplir. Celle-ci se présente à lui le jour où l'on prépare le mariage – forcé – de la princesse Elsbeth avec un fat et ridicule prince de Mantoue.
Fantasio prend la place du fou de la Cour qui vient de mourir, et sous ce déguisement, tente de convaincre l'héritière du trône d'obéir à son cœur plutôt qu'à la raison d'État. Devant l'hésitation de cette dernière, il commet un acte de bravoure, qui le conduit droit en prison, mais débarrasse la cour de la présence de l'horrible prétendant. Fantasio se réconcilie avec lui-même ; la princesse voudra lui donner la somme correspondant à sa dette mais Fantasio refusera de la couvrir, pour pouvoir garder l'excitation du danger.
La princesse acceptera à une condition : que Fantasio vienne se cacher dans son jardin habillé en bouffon s'il est poursuivi. Elle ne veut pas quitter l'image de son vieil ami défunt.

## Adaptations
En 1872, Jacques Offenbach en tira l'opéra Fantasio, sur un livret de Paul de Musset, frère d'Alfred. En 1898, Ethel Smyth en tire son propre opéra Fantasio.

## Mises en scène au théâtre

### Comédie-Française (21 août 1925)
- Distribution
  - Pierre Fresnay : Fantasio
  - Marie Bell : Elsbeth
  - Fernand Ledoux : Spark
  - Pierre Bertin : le prince de Mantoue
  - Georges Dorival : Marinoni
  - Jacques Guilhène : Hartman
  - Jean Weber : Facio
  - René Simon : Rütten
  - Catherine Fonteney : la gouvernante
  - Albert Reyval : l'officier de la princesse
  - André Bacqué : le roi de Bavière
  - Marcel Dufresne : le tailleur
  - Jeanne Sully : un page
  - Suzanne Rouyer : un page

### Théâtre Le Ranelagh (17 septembre-17 novembre 2007)
- Distribution[3]
  - Nicolas Vaude : Fantasio
  - Sarah Capony : Elsbeth
  - Olivier Foubert : Spark
  - Frédéric Longbois : le prince de Mantoue
  - Maxime Lombard : Marinoni
  - Mathias Maréchal : Hartmann / un page
  - Sébastien Pépin : Rutten / Facio / un page
  - Jean-Michel Kindt : le roi de Bavière / la gouvernante d'Elsbeth

- Mise en scène : Stéphanie Tesson, assistée de Charlotte Rondelez
- Décors : Olivier Balais
- Costumes : Angéla Seraline
- Maquillages : Stéphanie Aznarez
- Lumières : Philippe Matthieu
- Musique originale : Frédéric Ozanne

### Comédie-Française (18 septembre 2008-15 mars 2009;19 février-31 mai 2010)
- Distribution
  - Cécile Brune : Fantasio[4]
  - Florence Viala : Elsbeth
  - Guillaume Gallienne : Hartmann / le prince de Mantoue
  - Adrien Gamba-Gontard : Prologue / Marinoni
  - Clément Hervieu-Léger : Prologue / Spark / le page
  - Claude Mathieu : Facio / la gouvernante d'Elsbeth / Épilogue
  - Christian Blanc : le roi de Bavière / un ami de Fantasio / Le tailleur

- Mise en scène : Denis Podalydès, assisté d'Alison Hornus
- Dramaturgie : Emmanuel Bourdieu
- Décors[5] : Éric Ruf, assisté de Dominique Schmitt
- Costumes[5] : Christian Lacroix
- Maquillages : Véronique Nguyen
- Lumières : Stéphanie Daniel
- Musique originale : Grégoire Hetzel
- Bande-son : Bernard Vallery
- Conseiller chorégraphique : Cécile Bon

### Opéra Comique (13,15,17,19,21,23 décembre 2023)
- Distribution
  - Laurent Campellone : Direction musicale
  - Thomas Jolly : Mise en scène

- Distribution
  - Gaëlle Arquez  : Fantasio
  - Jodie Devos : Elsbeth
  - Francis Leguérinel : le roi de Bavière
  - Jean-Sébastien Bou : le prince de Mantoue
  - François Rougier : Marinoni
  - Virgile Frannais : Hartman
  - Matthieu Justine : Facio
  - Bruno Bayeux : Rütten/le tailleur/le garde suisse
  - Anna Reinhold : Flamel
  - Pascal Gourgand : Premier pénitent
  - Yoann Le Lan : Max
  - Thomas Dolié : Sparck
  - Juliette Gauthier : Doublure de Fantasio
  - Louison Bayeux : Doublure de Rutten/le tailleur/le garde suisse